# Свазиленд на летних Олимпийских играх 1996
Свазиленд принимал участие в Летних Олимпийских играх 1996 года в Атланте (США) в пятый раз за свою историю, но не завоевал ни одной медали. Сборную страны представляла 1 женщина.